# 朝日温子
朝日 温子（あさひ あつこ）は、主にゲームミュージックを手掛ける日本の作曲家。神奈川県横浜市出身。任天堂所属。
作曲の他、『ピクミン』シリーズのキャラクター「羽ピクミン」の声優も務めている。

## 作品
太字表記の作品は、メインで担当したタイトル。
| 年   | タイトル                                    | 担当     | その他                                                                  |
| ---- | ------------------------------------------- | -------- | ----------------------------------------------------------------------- |
| 2006 | くるくるトンズラン                          | サウンド | 任天堂ゲームセミナー2006 生徒作品（北川祐希・青木征洋・岡本清佳と共同） |
| 2006 | ウージャイのてがきちょう                    | サウンド | 任天堂ゲームセミナー2006 生徒作品                                       |
| 2011 | スティールダイバー                          | 作曲     | 峰岸透と共同                                                            |
| 2012 | とびだせ どうぶつの森                       | 作曲     | 片岡真央と共同                                                          |
| 2013 | ピクミン3                                   | 作曲     | 早崎あすか・若井淑と共同                                                |
| 2013 | ゼルダの伝説 風のタクト HD                  | 編曲     | 永田権太・若井淑・早崎あすかと共同                                      |
| 2014 | スティールダイバー サブウォーズ             | 作曲     | 永田権太・峰岸透と共同                                                  |
| 2014 | マリオカート8                               | 作曲     | 藤井志帆・永松亮・岩田恭明・永田権太と共同                              |
| 2014 | 大乱闘スマッシュブラザーズ for Nintendo 3DS | 編曲     |                                                                         |
| 2014 | 大乱闘スマッシュブラザーズ for Wii U        | 編曲     |                                                                         |
| 2017 | ARMS                                        | 作曲     | 岩田恭明と共同                                                          |
| 2019 | スーパーマリオメーカー2                     | 作曲     | 近藤浩治・峰岸透・土肥紗也子と共同                                      |
| 2025 | マリオカートWORLD                           | 作曲？   |                                                                         |

## 声優
- ピクミン3（ブリトニー、羽ピクミン）
- 大乱闘スマッシュブラザーズ for Nintendo 3DS（羽ピクミン）
- 大乱闘スマッシュブラザーズ for Wii U（羽ピクミン）